# Ingrid Haasis-Blank
Ingrid Haasis-Blank (* 22. Februar 1954 in Darmstadt) ist eine deutsche Politikerin (CDU). Sie war Mitglied im baden-württembergischen Landtag von 1995 bis 2001.

## Berufliche Entwicklung
Haasis-Blank besuchte nach dem Gymnasium in Dieburg die höhere Handelsschule in Darmstadt und absolvierte danach eine Ausbildung zur staatlich geprüften Sekretärin. Von 1971 bis 1978 war sie als Sekretärin bei einem Immobilienunternehmen und einer Bank tätig. Von 1985 bis 1987 war sie Geschäftsführerin eines Wohnungsbauunternehmens. Nach ihrem Umzug nach Karlsruhe und dem Ausscheiden aus dem Landtag war sie von 2001 bis 2006 Konzernbevollmächtigte bei EnBW. Haasis-Blank ist verheiratet mit Heinrich Haasis.

## Politik
Haasis-Blank trat 1974 der CDU bei. Von 1979 bis 1985 war sie Mitglied des Kreisvorstands der Frauen-Union Darmstadt-Dieburg und von 1989 bis 2000 von Karlsruhe-Stadt sowie ab 1992 stellvertretende Kreisvorsitzende. Von 1995, als sie für die ausgeschiedene Abgeordnete Barbara Schäfer-Wiegand  nachrückte, bis 2001 war sie Abgeordnete im baden-württembergischen Landtag. Sie vertrat dort ein Direktmandat im Wahlkreis Karlsruhe I und war stellvertretende Vorsitzende der CDU-Landtagsfraktion. 1997 wurde sie Vorsitzende der Frauen-Union Nordbaden und Vorstandsmitglied des baden-württembergischen CDU-Landesverbands. 2007 wurde sie als Schatzmeisterin in den Bundesvorstand der Frauen-Union gewählt. Sie ist ehrenamtlich tätig als Kuratoriumsmitglied der Landesstiftung Familie in Not und im Bezirksverband Nordbaden des Volksbundes für Kriegsgräberfürsorge.
Am 16. Juni 1994 wurde Haasis-Blank mit 104 von 109 Stimmen vom Landtag von Baden-Württemberg zur Richterin in der Gruppe „ohne Befähigung zum Richteramt“ am Staatsgerichtshof für das Land Baden-Württemberg gewählt. Sie amtierte bis zu ihrem Rücktritt am 24. April 1995. Zu ihrer Nachfolgerin wurde Ute Prechtl gewählt.